# Sein Segen fließt daher wie ein Strom, BWV Anh. 14
Sein Segen fließt daher wie ein Strom, BWV Anh. 14 (Que la seva benedicció flueixi com un corrent) és una cantata perduda de Bach, estrenada a Leipzig el 12 de febrer de 1725, per al casament de Christoph Friedrich Lösner i Johanna Elisabeth Scherling, d'autor desconegut.